# Alejandro Quiroga
Alejandro Quiroga Fernández de Soto, né à Madrid en 1972, est un politologue et historien espagnol, professeur des universités d’Alcalá et de Newcastle,. Titulaire d’un doctorat en sciences politiques obtenu à la London School of Economics, il enseigne actuellement l’histoire de l'Espagne à l’université de Newcastle.
Il est auteur de Los orígenes del nacionalcatolicismo. José Pemartín y la Dictadura de Primo de Rivera (Comares, 2006), España reinventada. Nación e identidad desde la Transición (Ediciones Península, 2007), en collaboration avec Sebastian Balfour,,, Haciendo españoles: la nacionalización de las masas en la Dictadura de Primo de Rivera (1923-1930) (CEPC, 2008) et Goles y banderas. Fútbol e identidades nacionales en España (Marcial Pons, 2014),, entre autres.
Avec Miguel Ángel del Arco Blanco, il a dirigé Soldados de Dios y Apóstoles de la Patria. Las derechas españolas en la Europa de entreguerras (Comares, 2010), une collection de quinze biographies de personnalités politiques espagnoles de droite, (publié en anglais par Continuum en 2012, sous le titre Right-Wing Spain in the Civil War Era: Soldiers of God and Apostles of the Fatherland, 1914–45) et coordinateur de Católicos y patriotas. Religión y nación en la Europa de entreguerras (Sílex, 2013), avec Alfonso Botti et Feliciano Montero.